# Robur (företag)

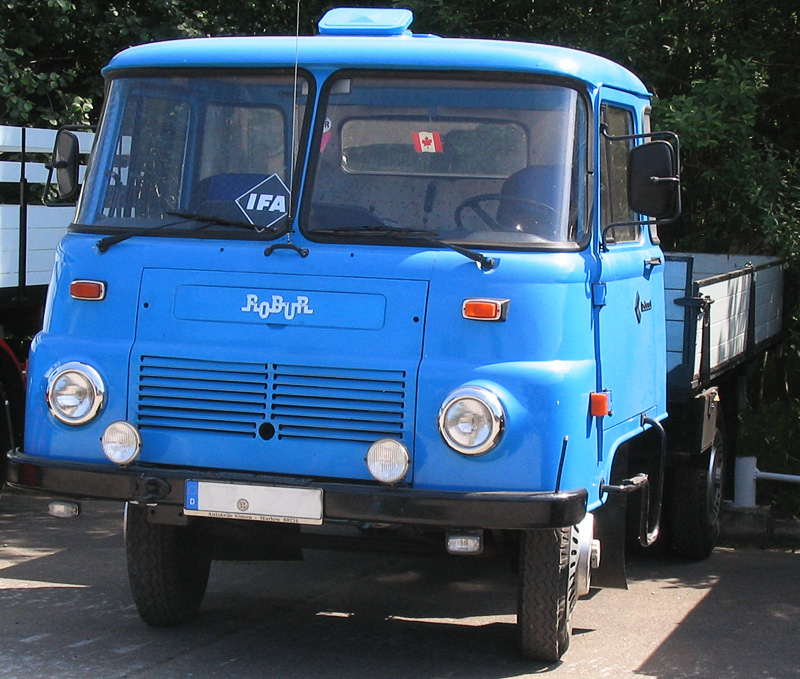
Robur Typ LO 2002

Robur var varumärket för fordon som producerades i det folkägda företaget VEB Robur-Werke Zittau i Östtyskland. Huvudsakligen framställdes mindre lastbilar. Fram till 1946 hade företaget namnet Phänomen och fram till 1957 gick det numera folkägda företaget under namnet VEB Phänomen Zittau.

## Historia
1888 grundade Gustav Hiller ett företag för att producera symaskiner. 1890 var han i England där han fick rätten att importera cykel och licensen att producera liknande produkter. Senare gick företaget över till produktionen av motorcykel.
1905 började serieproduktionen av en trehjuling med namnet Phänomobil. 1927 fick företaget uppdraget att utveckla en mindre lastbil för det tyska rikspostväsendet. För andra världskriget producerades huvudsakligen lastbilen Granit 1500 som hade en kapacitet på 1,5 ton.
Mellan maj och juni 1945 demonterades de flesta produktionsmaskiner av den sovjetiska ockupationsmakten men byggnaderna och vissa logistiska anläggningar blev kvar. Efter ägarens expropriation blev företaget folkägt. Till en början framställdes maskindelar och flera sovjetiska bilar blev reparerade. Från och med 1949 producerades åter lastbilar enligt förkrigsmodellen. Den förra ägaren hade fortfarande rätten till namnet och därför ändrades namnet till VEB Robur Werke Zittau. Företaget hade inte heller rätten till varumärket Granit och så ändades namnet till Robur, av latin: kraft eller styrka. Lastbilen fick ett nytt utseende som presenterades för första gången vid Leipzigmässan 1961.
Fordon av märket Robur såldes inte bara till COMECON-området utan även till utvecklingsstater över hela världen. Därför modifierades Robur-lastbilar till de rådande klimatiska och geografiska förhållanden.
Efter Tysklands återförening såldes allt mindre antal fordon och 1991 inställdes produktionen. 1995 grundades en ny GmbH som är specialiserade på reparationer av gamla Robur-fordon.

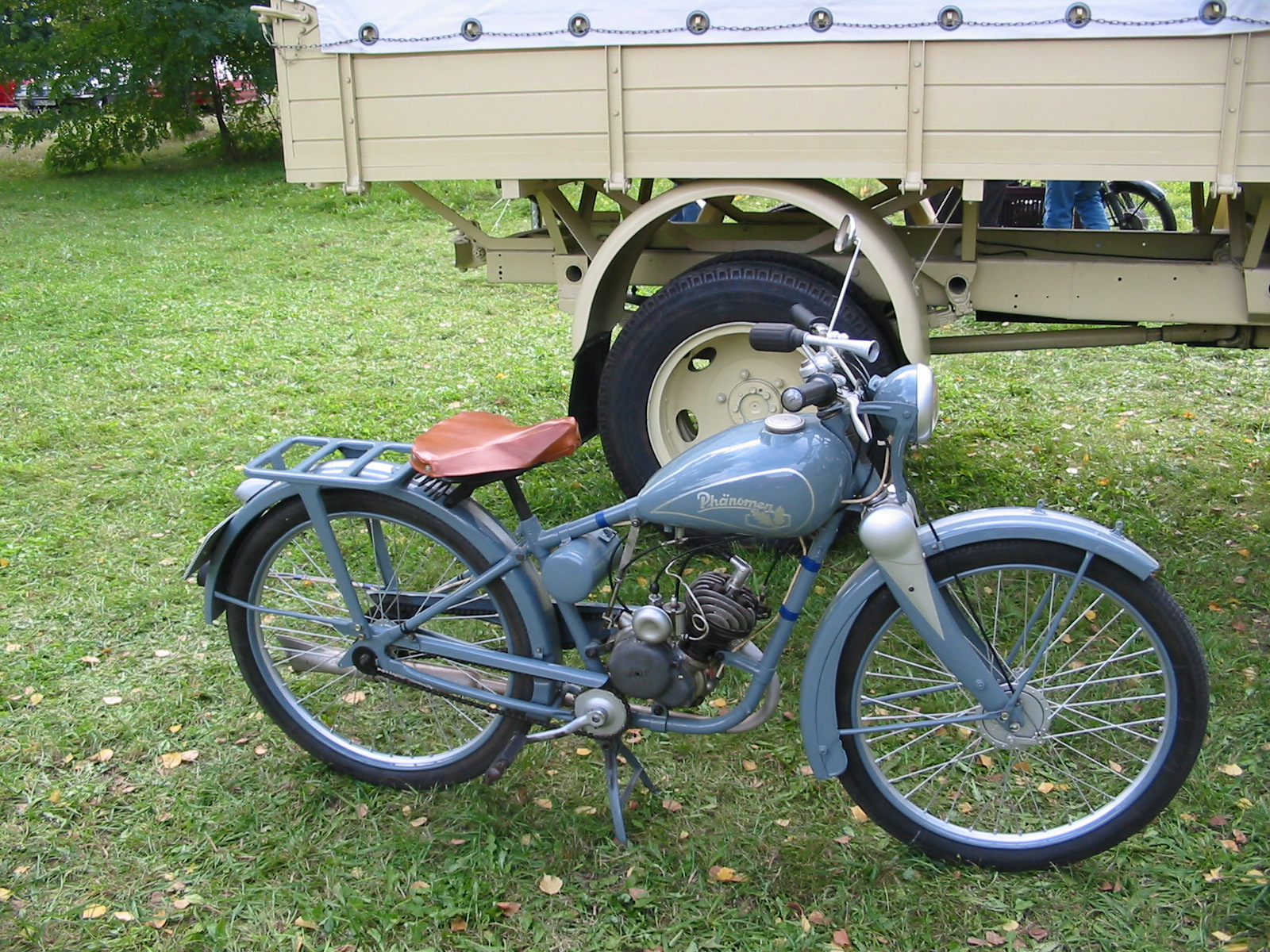
Phänomen Bob 98cm3
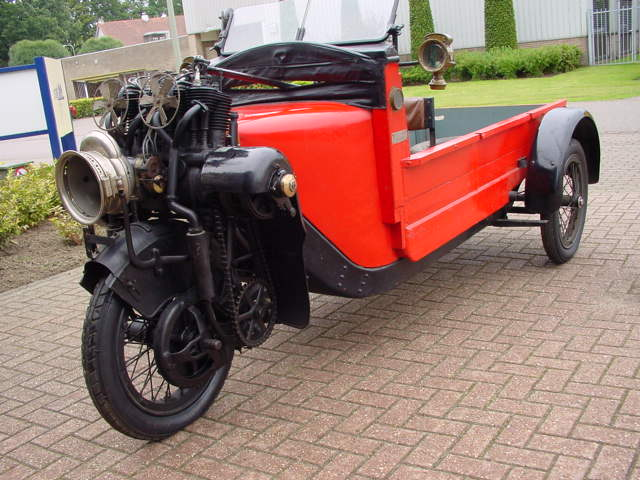
Phänomobil
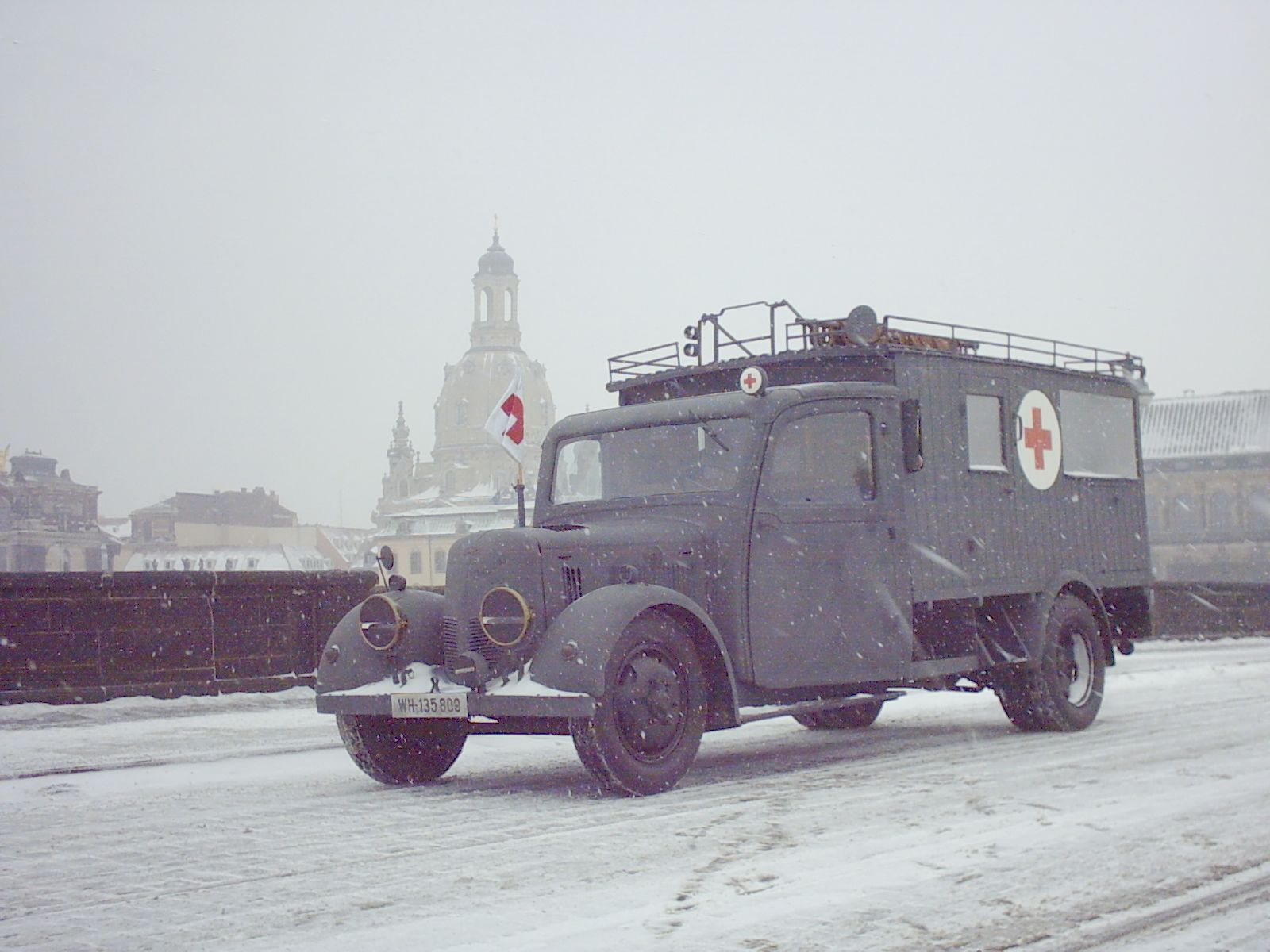
Phänomen Granit 30
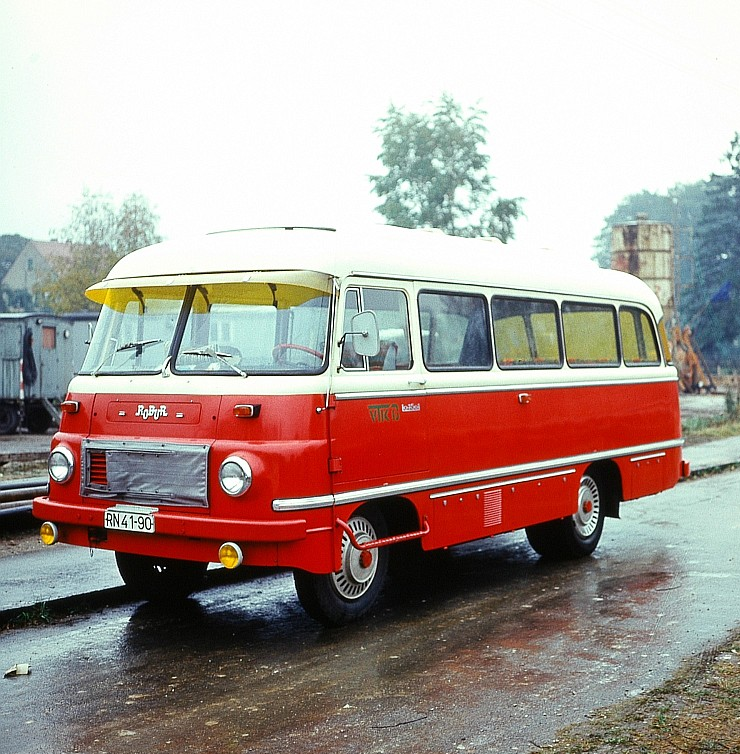
Bus av Robur, 1973